# Dictis strandi
Espèce
Synonymes
- Scytodes strandi Spassky, 1941

Dictis strandi est une espèce d'araignées aranéomorphes de la famille des Scytodidae.

## Distribution
Cette espèce se rencontre au Turkménistan, en Ouzbékistan, au Tadjikistan, au Kirghizistan, en Iran, en Azerbaïdjan et en Géorgie.

## Description
La carapace du mâle syntype mesure 1,65 mm de long sur 1,32 mm et l'abdomen 1,28 mm de long sur 1,1 mm et la carapace de la femelle syntype 2,39 mm de long sur 1,91 mm et l'abdomen 3,6 mm de long sur 2,6 mm.
Les mâles décrits par Seropian en 2024 mesurent 4,73 et 4,75 mm et la femelle 9,87 mm.

## Systématique et taxinomie
Cette espèce a été décrite sous le protonyme Scytodes strandi par Spassky en 1941. Elle est placée dans le genre Dictis par Seropian en 2024.

## Étymologie
Cette espèce est nommée en l'honneur d'Embrik Strand.

## Publication originale
- Spassky, 1941 : « Araneae palaearcticae novae VI. » Folia Zoologica et Hydrobiologica, vol. 11, p. 12-26.